# Evangelistario

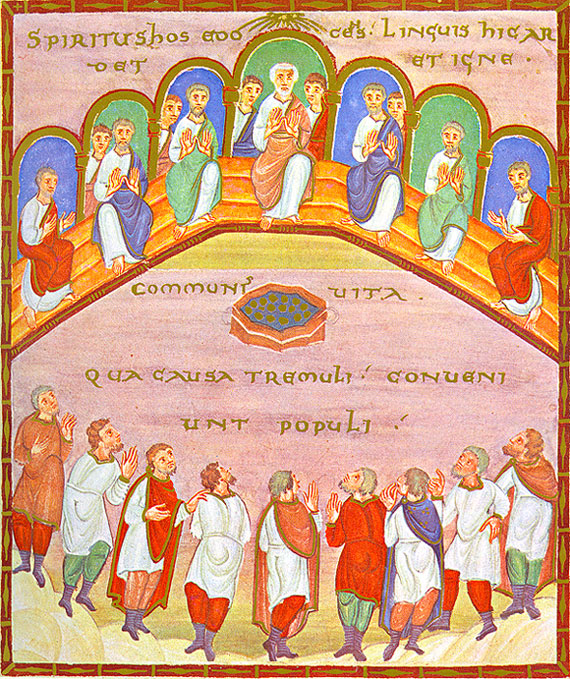
Il miracolo della Pentecoste, dal Codex Egberti

Un Evangelistario (in latino evangelistarium) è una raccolta ordinata delle pericopi dai Vangeli, cioè di brani tratti dai vangeli, da leggersi durante le Sante Messe, secondo la loro successione delle festività nell'Anno liturgico. Si distinguono dagli Evangeliari, che sono libri liturgici cristiani in cui sono raccolti i quattro Vangeli. La differenza appare immediatamente all'esame dei testi che, negli evangelistari, cominciano in genere con la formula In illo tempore ("A quel tempo").
L'originaria lettura continuativa dei testi biblici (lectio continua), a partire dal V secolo venne rimpiazzata sempre più dalla lettura di brani scelti dei testi (le cosiddette Pericopi) con riferimento alle singole festività dell'Anno liturgico. Per il rinvenimento delle pericopi nei testi biblici completi, vennero dapprima predisposti indici ordinati secondo il succedersi delle festività, i cosiddetti "capitolari " (capitulare lectionum), che erano annessi all'intero testo biblico. Per gli evangeliari dell'inizio del medioevo, che contenevano l'intero testo dei Vangeli, questi speciali indici si chiamavano capitula evangeliorum. Mentre tali indici erano allegati come libri indipendenti e i testi biblici da leggere erano scritti completamente per esteso, nacquero a partire dal VI o dal VII secolo i Lezionari, che allora entrarono in vigore anche come edizioni delle Letture al posto dei testi biblici integrali.
Un Lezionario completo conteneva l'Evangelistario con la raccolta delle pericopi evangeliche e 
l'Epistolario con la raccolta delle pericopi dai rimanenti scritti biblici (con l'eccezione dei brani dai Salmi, che venivano registrati nei Graduali). Entrambe le parti venivano anche predisposte come libri indipendenti, tra i quali spesso si distinguevano gli Evangelistari per il loro particolarmente sontuoso allestimento. 
Famosi esempi di Evangelistario sono l'Evangelistario di Godescalco (781–783), il  Codex Egberti (Abbazia di Reichenau, 980–993) ed il Libro della pericope di Enrico II (Reichenau, verso il 1012).

## Galleria d'immagini

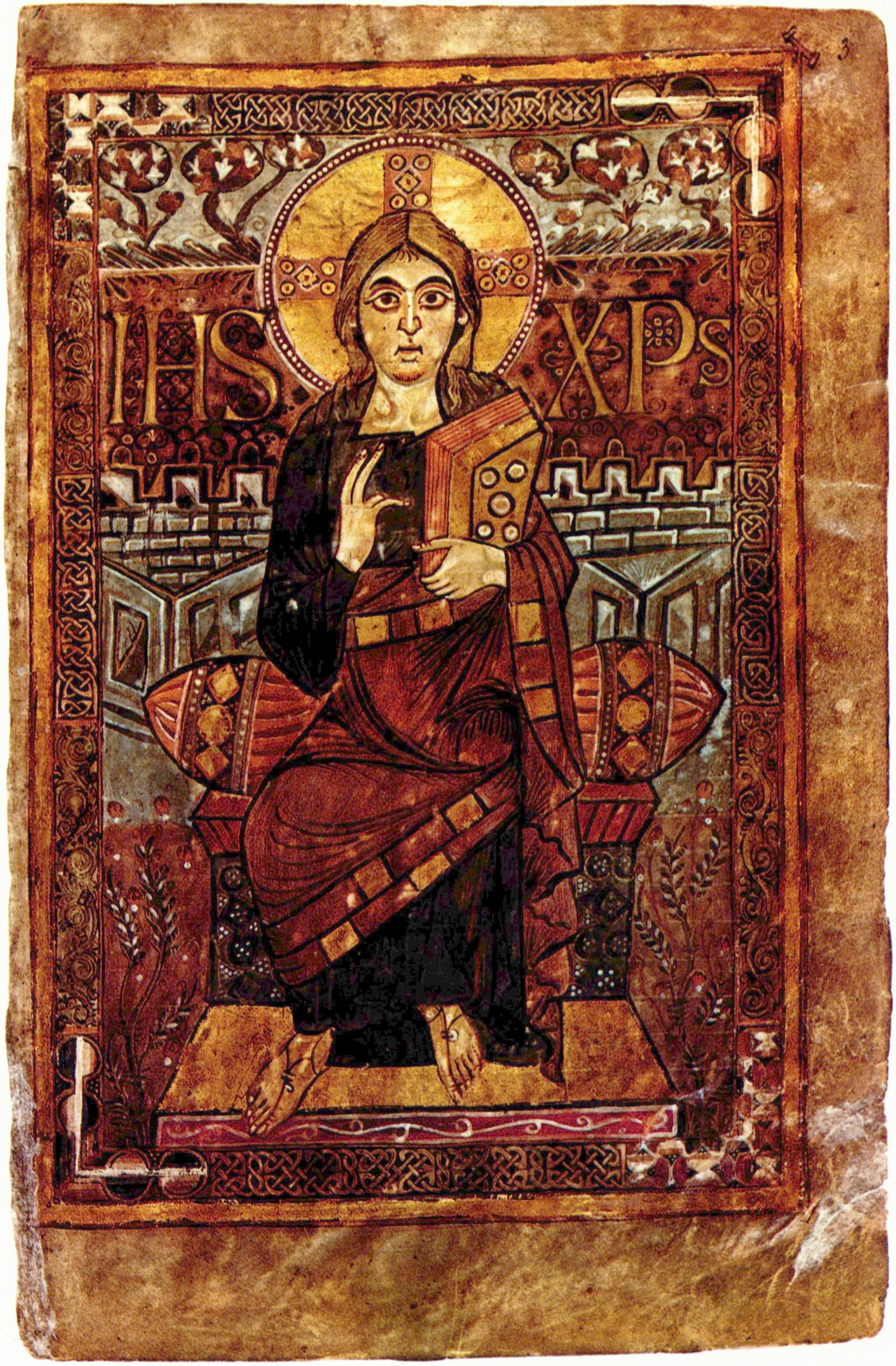
Evangelistario di Godescalco:  Maiestas Domini  (3r)
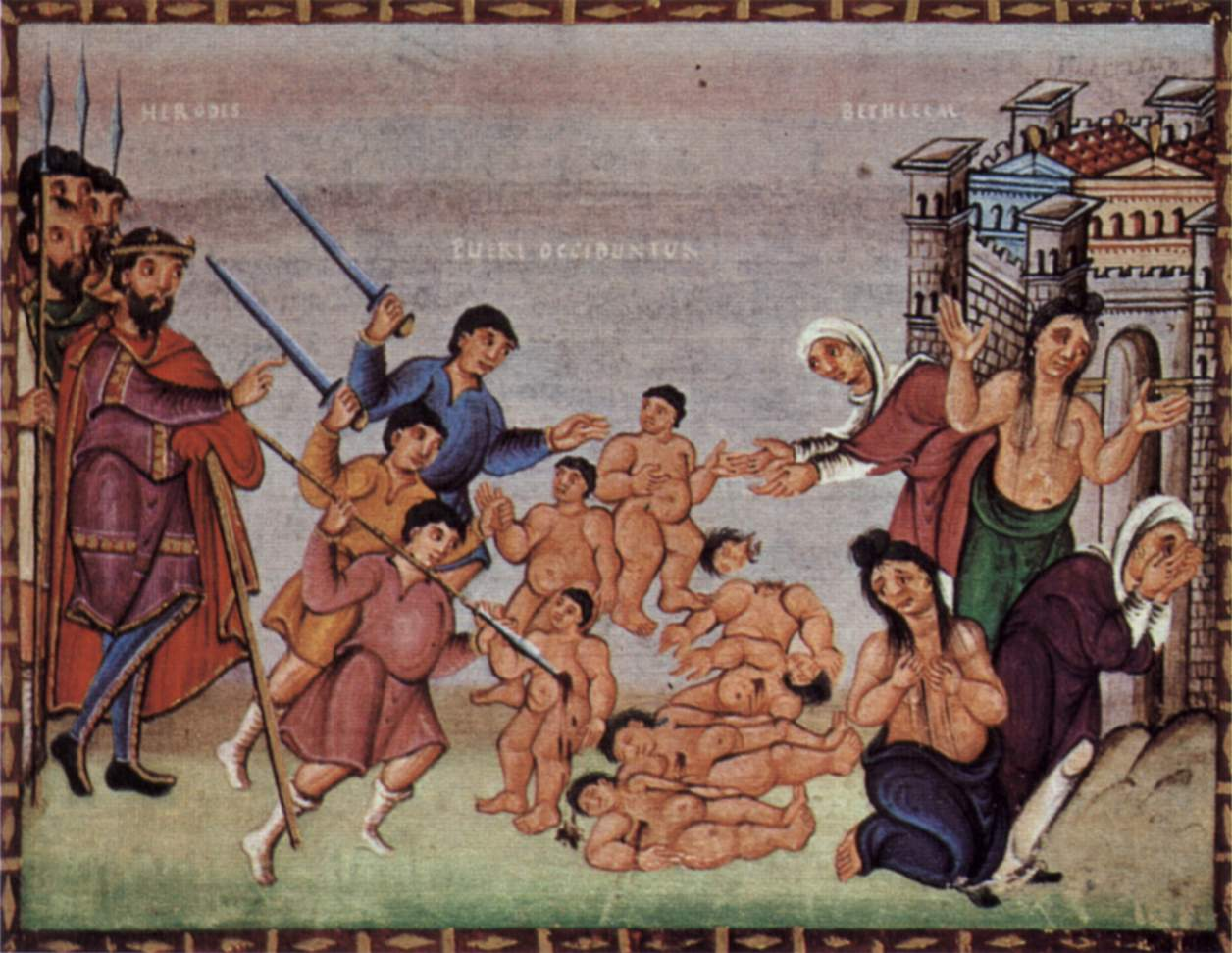
Codex Egberti: La strage degl'innocenti
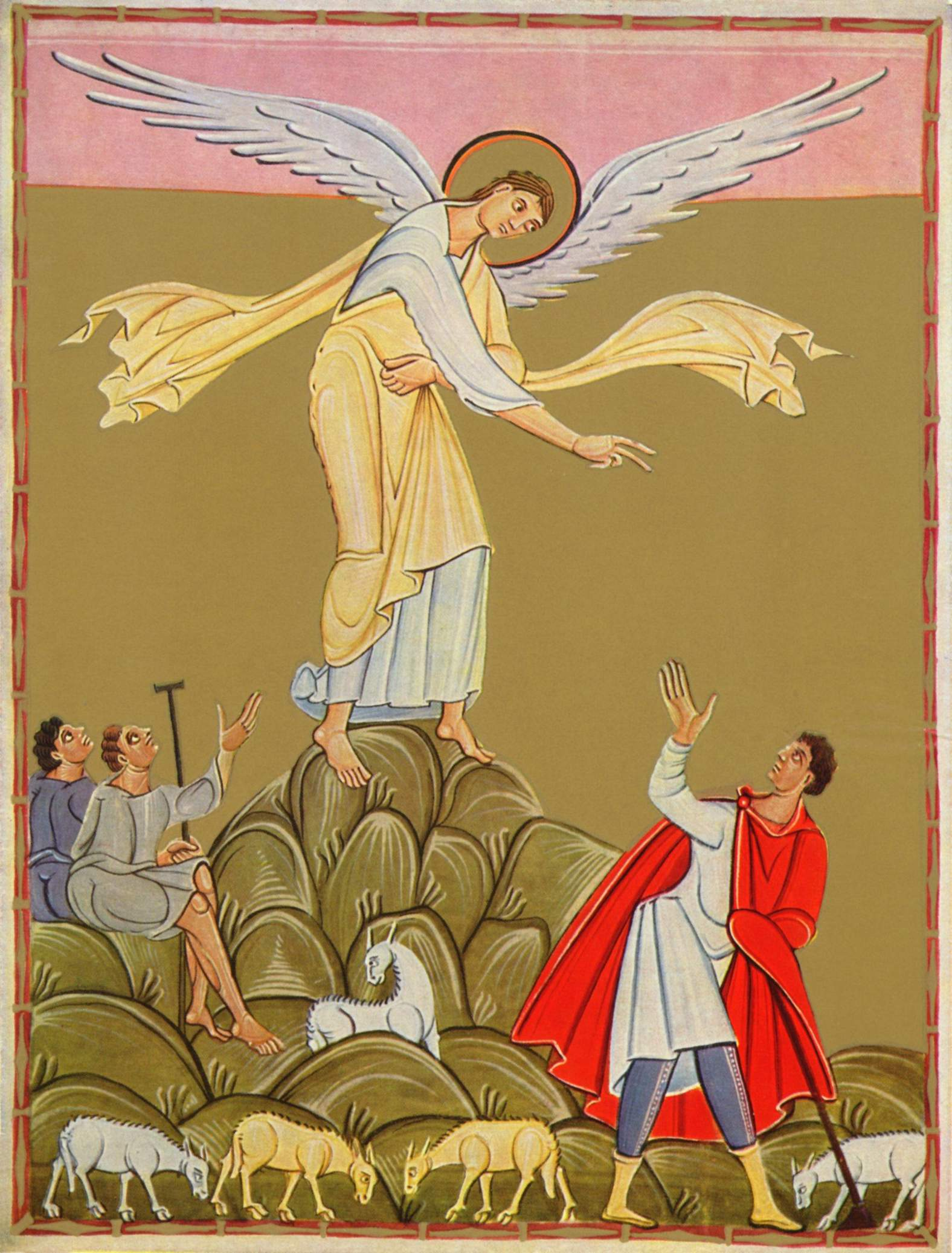
Libro della pericope di Enrico II: L'Annuncio ai pastori